# Futterwicke
Die Futterwicke (Vicia sativa), oder auch Saat-Wicke genannt, ist eine Pflanzenart, die zur Unterfamilie der Schmetterlingsblütler (Faboideae) innerhalb der Familie der Hülsenfrüchtler (Fabaceae) gehört. Sie ist eine weit genutzte Futterpflanze.

## Beschreibung
Die Futterwicke ist eine einjährige krautige Pflanze, die Wuchshöhen von 30 bis 80 cm erreicht. Die Laubblätter bilden an ihrer Spitze stets eine geteilte Ranke aus und sind zwei- bis achtpaarig gefiedert.
Die Futterwicke blüht in den Monaten März und April und noch einmal von August bis Oktober. Ihre einzeln oder zu zweit in den Blattachseln stehenden und kurz gestielten Blüten sind zygomorph und 16 bis 26 mm lang. Die Kelchzähne sind gleich lang wie oder länger als die Kelchröhre (im Gegensatz zur Schmalblättrigen Wicke). Die Kronblätter sind purpurn bis violett gefärbt. Die Fahne ist kahl.
Die reifen Hülsenfrüchte sind aufrecht und braun gefärbt.
Der Karyotyp von Vicia sativa besteht aus 5, 6 oder 7 Chromosomen, wobei sechs (n=6) am häufigsten vorkommen und am besten beschrieben sind. Da das Genom von Vicia sativa aufgrund großer Mengen an repetitiver DNA relativ groß ist (1,75 Gb), war die Sequenzierung des Genoms im Vergleich zu anderen Leguminosen wie Medicago truncatula oder Sojabohnen eine Herausforderung.

## Ökologie
Eine Selbstbestäubung ist sehr häufig, der Anteil der Fremdbestäubung liegt bei maximal 10 %.
Bestäubt wird die Futterwicke von Insekten wie Bienen und zahlreichen Faltern.
Ihre Samen breiten sich von alleine aus (Autochorie).

## Vorkommen und ihre Geschichte
Die Futterwicke ist ursprünglich ein mediterran-eurasisches Florenelement. und originär im Mittelmeerraum und in Westasien verbreitet. Adventiv kommt sie in Mittel- und Nordeuropa bis Irland und Skandinavien vor. Sie wurde weltweit in praktisch alle Kontinente verschleppt.
In Europa zählt man die Futterwicke zu den Archäophyten, da sie schon vor langer Zeit in den europäischen Raum eingebürgert wurde. Die Futterwicke gilt in Europa als unbeständig, da es viele schwer zu unterscheidende Unterarten gibt. Man nimmt an, dass sich die Futterwicke aus der Schmalblättrigen Wicke entwickelt hat. Die Futterwicke ist eine Kulturpflanze und daher überall dort zu finden, wo der Mensch sie anbaut. Ansonsten gibt es auch zahlreiche wild lebende Formen, die vor allem auf nährstoffreichen Böden wachsen. Zwischen Mai und Juli ist die Futterwicke auch an Ruderalstellen, an Wegrändern sowie häufig auf Wiesen zu finden. In ganz Deutschland ist sie häufig anzutreffen, nur im Alpenvorland ist sie selten. In Vorarlberg wächst sie an der Bergstation der Kanzelwandbahn auf bis zu 1920 Metern über dem Meeresspiegel. In alten Texten bezeichnet der wissenschaftliche Artname Orobus verus neben anderen Wickenarten auch die Futterwicke.

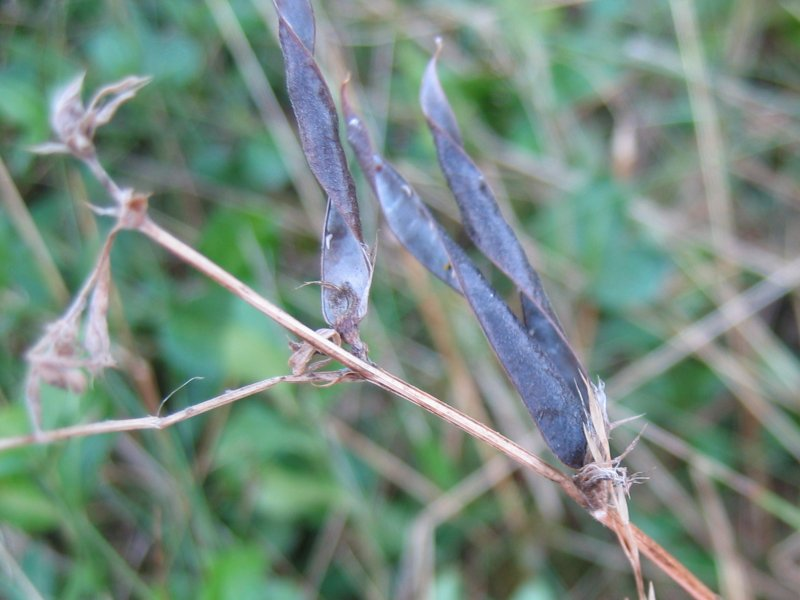
Reife Hülsenfrucht von Vicia sativa subsp. nigra
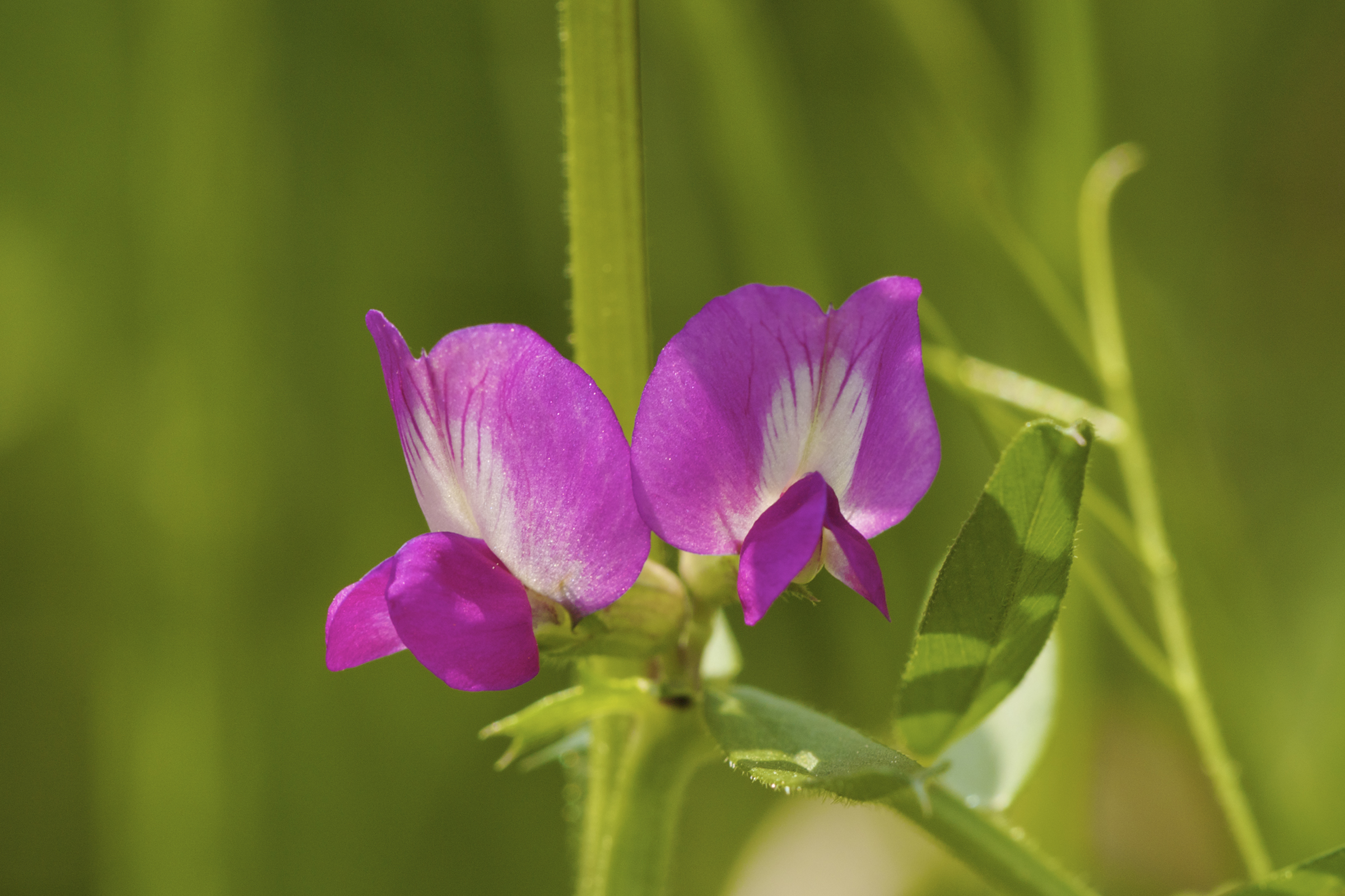
Blüte von Vicia sativa
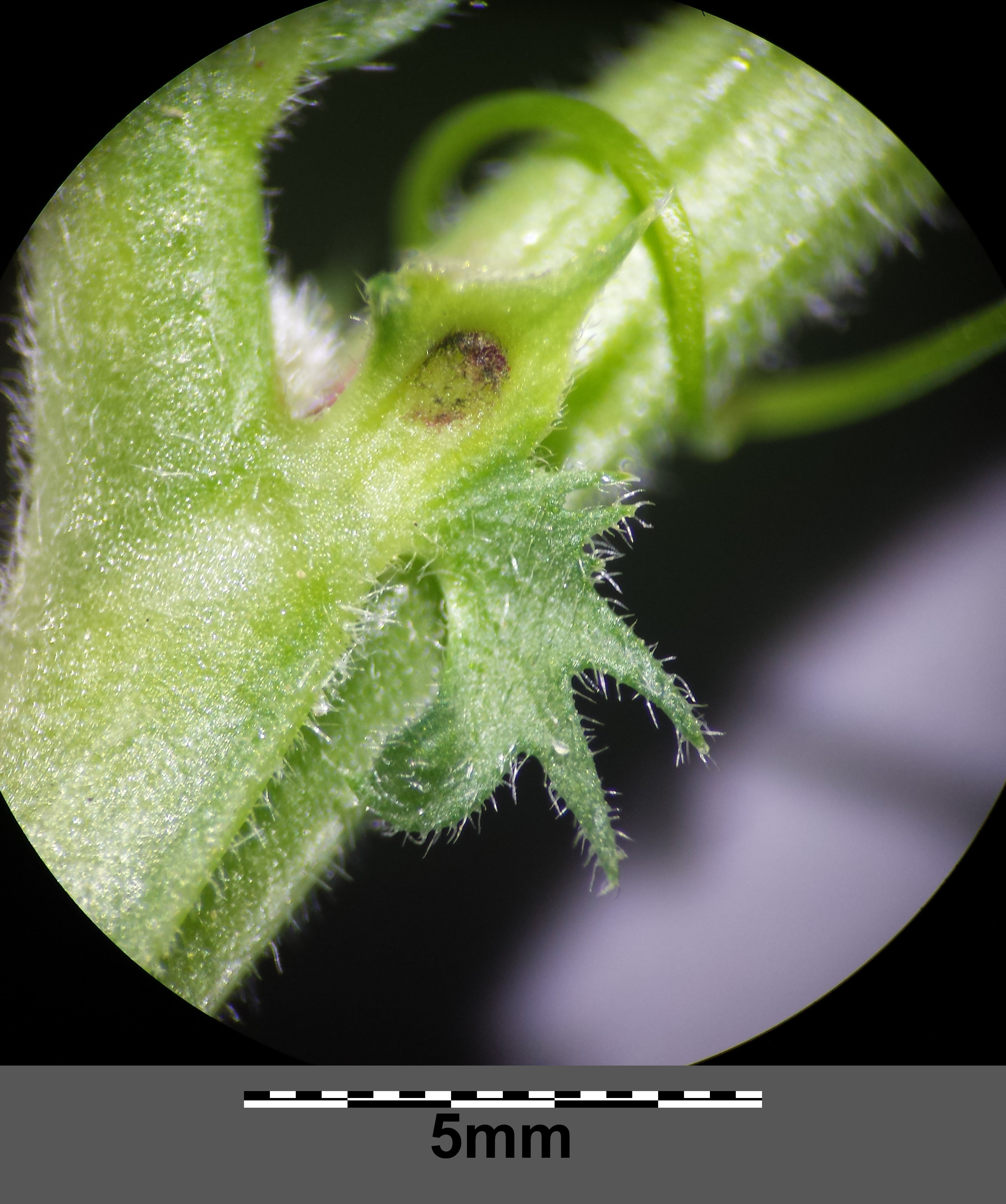
Stängel mit Nebenblatt
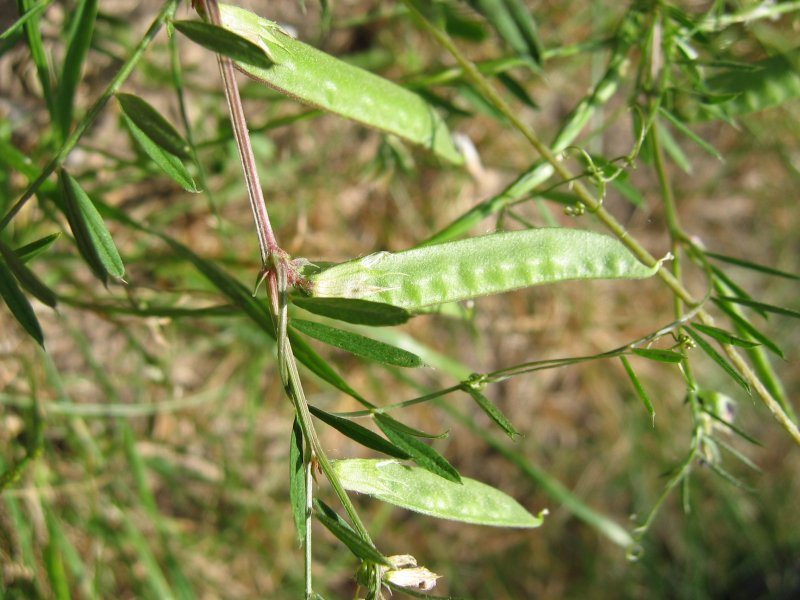
Unreife Hülsenfrucht von Vicia sativa subsp. nigra
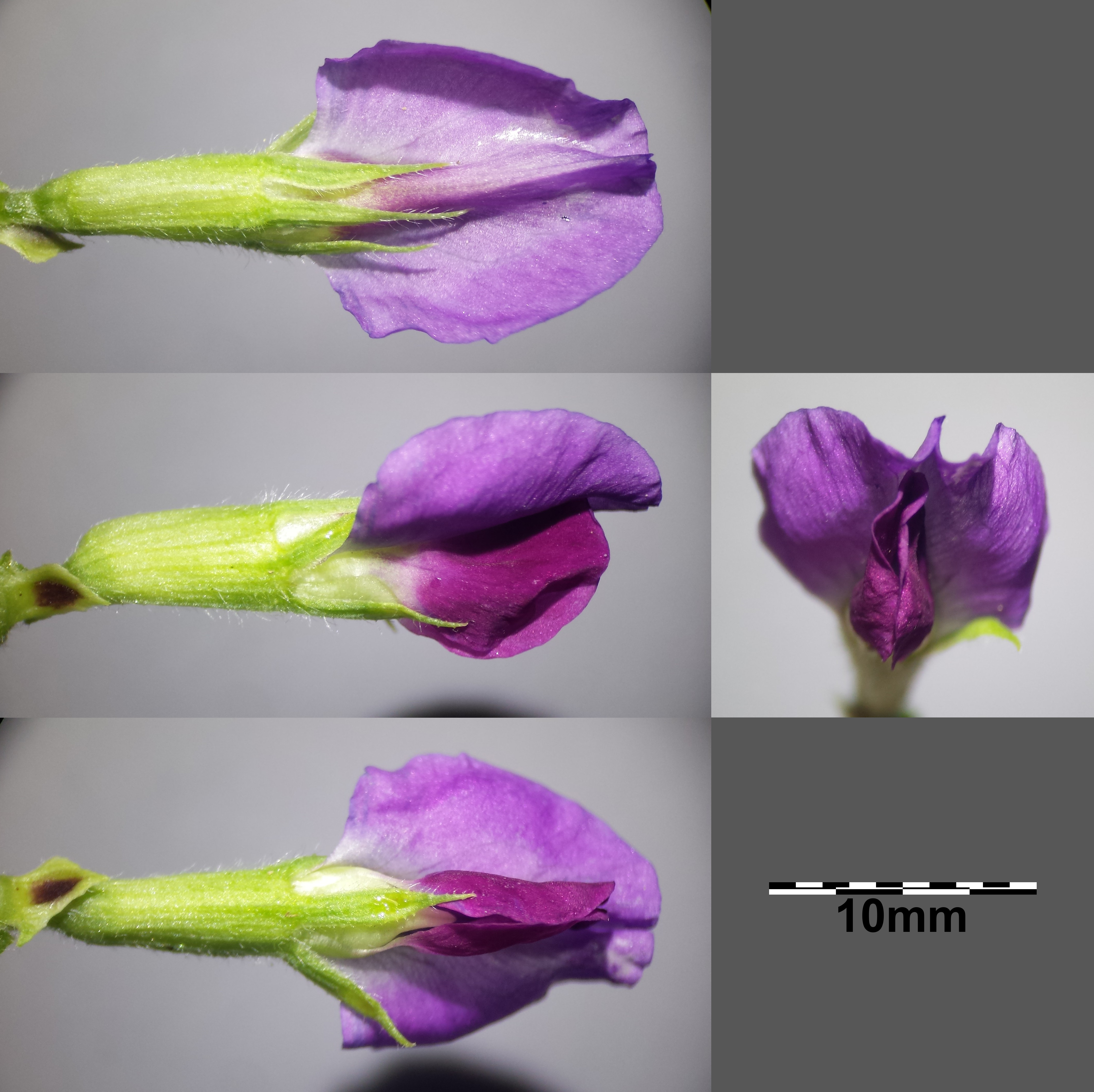
Stängel mit Blüte

## Taxonomie und Systematik
Die Futter-Wicke wurde 1753 von Carl von Linné in Species Plantarum Band 2, Seite 736 als Vicia sativa erstbeschrieben.

### Unterscheidung in Sippen
In Mitteleuropa kommen vier Sippen der Futterwicke vor, die je nach Auffassung zu einer einzigen Art gehören oder auf mehrere Arten aufgeteilt werden.
- Vicia sativa subsp. cordata (Hoppe) Batt.: Sie ist ein seltener Neophyt (Nachweise v. a. im Rheinland) mit dunkelbraunen Hülsen, bei der die unteren Blättchen breit herzförmig und die oberen schmal linealisch sind. Die Chromosomenzahl beträgt 2n = 10.[8] Die ökologischen Zeigerwerte nach Landolt et al. 2010 sind für diese Unterart in der Schweiz: Feuchtezahl F = 3 (mäßig feucht), Lichtzahl L = 4 (hell), Reaktionszahl R = 3 (schwach sauer bis neutral), Temperaturzahl T = 5 (sehr warm-kollin), Nährstoffzahl N = 3 (mäßig nährstoffarm bis mäßig nährstoffreich), Kontinentalitätszahl K = 3 (subozeanisch bis subkontinental).[9]
- Vicia sativa subsp. sativa: Sie ist eine Kulturpflanze mit mehr oder weniger hellbraunen Hülsen und noch etwas breiteren Blättchen, die manchmal verwildert. Die Chromosomenzahl beträgt 2n = 12.[8] Die ökologischen Zeigerwerte nach Landolt et al. 2010 sind für diese Unterart in der Schweiz: Feuchtezahl F = 3 (mäßig feucht), Lichtzahl L = 4 (hell), Reaktionszahl R = 4 (neutral bis basisch), Temperaturzahl T = 4+ (warm-kollin), Nährstoffzahl N = 3 (mäßig nährstoffarm bis mäßig nährstoffreich), Kontinentalitätszahl K = 3 (subozeanisch bis subkontinental), Salztoleranz 1 = tolerant.[9]
- Vicia sativa subsp. segetalis (Thuill.) Čelak.: Sie besitzt schwarze Hülsen und kann leicht mit sativa verwechselt werden, kann aber anhand der Farbe der Hülsen unterschieden werden. Die Chromosomenzahl beträgt 2n = 12.[8]
- Vicia sativa subsp. nigra (L.) Ehrh.: Sie hat mit segetalis die schwarzen Hülsen gemeinsam, unterscheidet sich aber von dieser durch schmalere Blättchen, eine etwas andere Form der Krone und ein wenig andere Standortspräferenzen. Die Chromosomenzahl beträgt 2n = 12.[8] Die beiden Unterarten sind in Mitteleuropa relativ weit verbreitete Archäophyten. Die ökologischen Zeigerwerte nach Landolt et al. 2010 sind in der Schweiz für Vicia sativa subsp. nigra: Feuchtezahl F = 2 (mäßig trocken), Lichtzahl L = 4 (hell), Reaktionszahl R = 3 (schwach sauer bis neutral), Temperaturzahl T = 4+ (warm-kollin), Nährstoffzahl N = 3 (mäßig nährstoffarm bis mäßig nährstoffreich), Kontinentalitätszahl K = 3 (subozeanisch bis subkontinental).[9]

### Unterschiedliche Taxonomie in verschiedenen Quellen
In der Flora Europaea werden die einzelnen Sippen nigra, cordata und sativa mit weiteren mediterranen Sippen wie macrocarpa zu einer einzigen Art namens Vicia sativa (s.lat.) zusammengefasst. Die Unterart segetalis ist nach Flora Europaea ein Synonym der Vicia sativa subsp. nigra.
Der Index Synonymique de la Flore de France geht ähnlich vor, trennt jedoch die Vicia sativa subsp. segetalis von der Vicia sativa subsp. nigra und führt weitere in Mitteleuropa nicht vorkommende Unterarten an.
In der Exkursionsflora von Österreich und der Exkursionsflora von Deutschland von Werner Rothmaler (Kritischer Band, 4. Aufl.) und Oberdorfer (4. Aufl.) gibt es drei Arten: Vicia sativa (s. str.), Vicia cordata und Vicia angustifolia, letztere mit den Unterarten angustifolia und segetalis.
Nach FloraWeb gibt es zwei Arten: Vicia sativa (mit den Unterarten Vicia sativa subsp. sativa und Vicia sativa subsp. cordata) und Vicia angustifolia (mit den Unterarten Vicia angustifolia subsp. angustifolia und Vicia angustifolia subsp. segetalis).